# Ngọc Chiến
Ngọc Chiến là một xã thuộc huyện Mường La, tỉnh Sơn La, Việt Nam.
Xã có diện tích 21,673 ha, dân số năm 2020 là 11.366 nhân khẩu, mật độ dân số đạt 71 người/km².